# Glenea vanikorensis
Glenea vanikorensis é uma espécie de escaravelho da família Cerambycidae. Foi descrita por Stephan von Breuning em 1956.